# Kí ức của mưa (album)
Ký ức của mưa là album phòng thu thứ hai của nữ ca sĩ Bảo Thy. Album được phát hành vào ngày 9 tháng 7 năm 2010, gần 2 năm sau khi phát hành album đầu tay Có bao giờ... em sai. Album gồm có: 1 CD với 12 ca khúc được Bảo Thy tuyển chọn kĩ lưỡng gồm có: 9 ca khúc và 3 bouns tracks gồm các sáng tác của nhạc sĩ Sỹ Luân, Nguyễn Hải Phong, Nguyễn Hoàng Duy, nhạc sĩ trẻ Bảo Thạch và 2 sáng tác của chính Bảo Thy. Ngoài ra, album còn tặng kèm 1 DVD với 5 video clip đều được đầu tư kinh phí cao.

## Giới thiệu
Album gồm có: 1 CD với 12 ca khúc được Bảo Thy tuyển chọn kĩ lưỡng gồm có: 9 ca khúc và 3 bonus tracks đã được giới thiệu online đó là 3 ca khúc: "Ngốc nghếch", "Lật lại ký ức" và "Ánh mắt ấm áp" (2 ca khúc này là 2 ca khúc nằm trong soundtrack của bộ phim chiếu tết Công chúa teen và ngũ hổ tướng. CD gồm các sáng tác của nhạc sĩ đang hot trên thị trường âm nhạc hiện nay như: Sỹ Luân, Nguyễn Hải Phong, Nguyễn Hoàng Duy, nhạc sĩ trẻ Bảo Thạch và 2 sáng tác của chính Bảo Thy. Mặc dù đây là lần đầu tiên hợp tác với nhạc sĩ trẻ Bảo Thạch, nhưng album lần này có khá nhiều ca khúc của Bảo Thạch mà Bảo Thy đã chọn để đưa vào Vol 2 của mình. Màu sắc về âm nhạc vẫn theo hướng đa phong cách và phong phú về thể loại. Từ những ca khúc nhẹ nhàng, trữ tình có nội tâm cho đến những ca khúc có giai điệu và tiết tấu nhanh hơn một chút.Ở Album này, từng ca khúc đã được Thy và ekip chọn lọc và chắt chiu rất kĩ từ phần giai điệu cho đến ca từ nên hầu như bài hát nào cũng có một ấn tượng riêng dành tặng cho khán giả..
Trong đó, Thy tâm đắc nhất là những ca khúc như: Ký ức của mưa (Bảo Thạch), Em yêu anh nhiều lắm (Sỹ Luân), Ích kỉ (Bảo Thạch), Chỉ em với mưa (Nguyễn Hoàng Duy), và một sáng tác của chính Bảo Thy mang tên "Em muốn chia tay", đây là một trong những sáng tác mà Bảo Thy tin chắc rằng sẽ gây ấn tượng rất mạnh vì toàn bộ câu chuyện xoay quanh mối tình tay ba và kết cuộc của câu chuyện này lại "lạ" đến mức Bảo Thy tin rằng đây là lần đầu tiên câu chuyện này xuất hiện trong một ca khúc và được diễn tả lai bằng âm nhạc.
Ngoài ra, ca khúc "Những hạt nắng sau mưa" (Bảo Thạch), ca khúc song ca duy nhất cùng ca sĩ Quang Vinh cũng là một điểm nhấn giúp cho các ca khúc trong Vol 2 đa dạng hơn.' - Bảo Thy chia sẻ.
Trong album này, video clip gồm có 5 video clip và một video những cảnh hậu trường quá trình thực hiện album vol.2 này. Tất cả các Video clip tặng kèm trong Album đều được Bảo Thy đầu tư rất cao vì mong muốn sẽ mang đến cho khán giả những Video clip đẹp và chất lượng không thua kém các Clip của quốc tế. Đạo diễn và thực hiện cho những hình ảnh cũng như tất cả Clip trong album Vol 2 là anh bạn mập Vương Khang, người đã gắn bó với Bảo Thy từ những ngày đầu gia nhập thế giới showbiz. 5 video gồm có: "Em yêu anh nhiều lắm", "Ký ức của mưa", "Ích kỉ", "Ngốc nghếch" và một mini cine "Em muốn chia tay". Và đặc biệt, trong "Em muốn chia tay" còn có sự tham gia của anh trai Bảo Thy là Thế Bảo (cựu thành viên nhóm 2B) trong vai bạn trai của Bảo Thy. Vào tháng 8/2010, album này đã giành giải Album Vàng với giải thưởng Album do khán giả bình chọn với hơn 70% bình chọn.

## Danh sách ca khúc
|    | Tên ca khúc                                              | Người viết bài hát |
| -- | -------------------------------------------------------- | ------------------ |
| 1  | "Ký ức của mưa"                                          | Bảo Thạch          |
| 2  | "Chỉ em với mưa"                                         | Nguyễn Hoàng Duy   |
| 3  | "Sống trong quá khứ"                                     | Bảo Thạch          |
| 4  | "Em yêu anh nhiều lắm"                                   | Sỹ Luân            |
| 5  | "Cô đơn tìm đến"                                         | Nguyễn Hoàng Duy   |
| 6  | "Ích kỉ"                                                 | Bảo Thạch          |
| 7  | "Em muốn chia tay"                                       | Bảo Thy            |
| 8  | "Tin vào một lời hứa"                                    | Bảo Thạch          |
| 9  | "Những hạt nắng sau mưa" (có sự tham gia của Quang Vinh) | Bảo Thạch          |
| 10 | "Ngốc nghếch (Stupid)"                                   | Nguyễn Hải Phong   |
| 11 | "Lật lại ký ức"                                          | Bảo Thy            |
| 12 | "Ánh mắt ấm áp"                                          | Bảo Thy            |

## MV
1. Ngốc nghếch
2. Em yêu anh nhiều lắm
3. Ký ức của mưa
4. Em muốn chia tay
5. Ích kỉ
6. Ánh mắt ấm áp (cảnh trong phim Công chúa teen và ngũ hổ tướng)
7. Behind the scenes